# Jamaica az 1984. évi nyári olimpiai játékokon
Jamaica az egyesült államokbeli Los Angelesben megrendezett 1984. évi nyári olimpiai játékok egyik részt vevő nemzete volt. Az országot az olimpián 5 sportágban 45 sportoló képviselte, akik összesen 3 érmet szereztek.

## Érmesek
| Érem  | Versenyző                                                             | Sportág  | Versenyszám           |
| ----- | --------------------------------------------------------------------- | -------- | --------------------- |
| Ezüst | Albert Lawrence Greg Meghoo Donald Quarrie Ray Stewart Norman Edwards | Atlétika | Férfi 4 × 100 m váltó |
| Bronz | Merlene Ottey                                                         | Atlétika | Női 100 m             |
| Bronz | Merlene Ottey                                                         | Atlétika | Női 200 m             |

## Atlétika
Férfi
| Versenyző                                                             | Versenyszám     | Előfutam | Előfutam | Előfutam | Negyeddöntő | Negyeddöntő | Negyeddöntő | Elődöntő | Elődöntő | Elődöntő | Döntő      | Döntő    |
| Versenyző                                                             | Versenyszám     | Idő      | Hely.    | Össz.    | Idő         | Hely.       | Össz.       | Idő      | Hely.    | Össz.    | Idő        | Helyezés |
| --------------------------------------------------------------------- | --------------- | -------- | -------- | -------- | ----------- | ----------- | ----------- | -------- | -------- | -------- | ---------- | -------- |
| Ray Stewart                                                           | 100 m           | 10,24    | 1.       | 1.       | 10,30       | 1.          | 4.          | 10,26    | 1.       | 2.       | 10,29      | 6.       |
| Norman Edwards                                                        | 100 m           | 10,57    | 1.       | 30.      | 10,44       | 3.          | 14.         | 10,63    | 7.       | 15.      | kiesett    | kiesett  |
| Gus Young                                                             | 100 m           | 10,64    | 5.       | 36.**    | kiesett     | kiesett     | kiesett     | kiesett  | kiesett  | kiesett  | kiesett    | kiesett  |
| Gus Young                                                             | 200 m           | 21,14    | 3.       | 23.      | 20,75       | 3.          | 13.         | 21,17    | 7.       | 15.      | kiesett    | kiesett  |
| Donald Quarrie                                                        | 200 m           | 20,84    | 1.       | 9.       | 20,57       | 3.          | 8.*         | 20,77    | 7.       | 11.*     | kiesett    | kiesett  |
| Leroy Reid                                                            | 200 m           | 20,62    | 1.       | 1.       | kiesett     | kiesett     | kiesett     | kiesett  | kiesett  | kiesett  | kiesett    | kiesett  |
| Bert Cameron                                                          | 400 m           | 46,14    | 1.       | 17.*     | 45,16       | 3.          | 6.          | 45,10    | 4.       | 4.       | nem indult | 8.       |
| Devon Morris                                                          | 400 m           | 45,80    | 4.       | 7.       | 46,14       | 6.          | 24.*        | kiesett  | kiesett  | kiesett  | kiesett    | kiesett  |
| Mark Senior                                                           | 400 m           | 46,73    | 2.       | 34.*     | 46,50       | 6.          | 29.         | kiesett  | kiesett  | kiesett  | kiesett    | kiesett  |
| Owen Hamilton                                                         | 800 m           | 1:46,95  | 1.       | 13.      | 1:46,74     | 6.          | 21.         | kiesett  | kiesett  | kiesett  | kiesett    | kiesett  |
| Gawain Guy                                                            | 1500 m          | 3:52,04  | 5.       | 38.      |             |             |             | kiesett  | kiesett  | kiesett  | kiesett    | kiesett  |
| Derrick Adamson                                                       | Maraton         |          |          |          |             |             |             |          |          |          | 2:25:02    | 52.      |
| Karl Smith                                                            | 400 m gát       | 49,66    | 2.       | 4.       |             |             |             | 49,58    | 5.       | 8.       | kiesett    | kiesett  |
| Ken Gray                                                              | 400 m gát       | 50,46    | 3.       | 21.      |             |             |             | kiesett  | kiesett  | kiesett  | kiesett    | kiesett  |
| Albert Lawrence Greg Meghoo Donald Quarrie Ray Stewart Norman Edwards | 4 × 100 m váltó | 38,93    | 1.       | 2.       |             |             |             | 38,67    | 1.       | 2.       | 38,62      |          |
| Steve Griffiths Mark Senior Karl Smith Devon Morris Dennis Wallace    | 4 × 400 m váltó | 3:03,85  | 4.       | 6.       |             |             |             | 3:04,24  | 6.       | 10.      | kiesett    | kiesett  |

| Versenyző      | Versenyszám | Selejtező | Selejtező | Döntő    | Döntő    |
| Versenyző      | Versenyszám | Eredmény  | Helyezés  | Eredmény | Helyezés |
| -------------- | ----------- | --------- | --------- | -------- | -------- |
| Desmond Morris | Magasugrás  | 215 cm    | 25.       | kiesett  | kiesett  |

Női
| Versenyző                                                                           | Versenyszám     | Előfutam | Előfutam | Előfutam | Negyeddöntő | Negyeddöntő | Negyeddöntő | Elődöntő | Elődöntő | Elődöntő | Döntő   | Döntő    |
| Versenyző                                                                           | Versenyszám     | Idő      | Hely.    | Össz.    | Idő         | Hely.       | Össz.       | Idő      | Hely.    | Össz.    | Idő     | Helyezés |
| ----------------------------------------------------------------------------------- | --------------- | -------- | -------- | -------- | ----------- | ----------- | ----------- | -------- | -------- | -------- | ------- | -------- |
| Grace Jackson-Small                                                                 | 200 m           | 22,70    | 1.       | 2.       | 22,52       | 1.          | 2.          | 22,32    | 2.       | 3.       | 22,20   | 5.       |
| Grace Jackson-Small                                                                 | 100 m           | 11,24    | 2.       | 4.       | 11,38       | 1.          | 5.          | 11,27    | 3.       | 4.       | 11,39   | 5.       |
| Juliet Cuthbert                                                                     | 100 m           | 11,83    | 2.       | 24.      | 11,71       | 4.          | 16.         | 11,80    | 8.       | 15.      | kiesett | kiesett  |
| Merlene Ottey                                                                       | 100 m           | 11,26    | 1.       | 6.       | 11,21       | 1.          | 1.*         | 11,17    | 2.       | 3.       | 11,16   |          |
| Merlene Ottey                                                                       | 200 m           | 22,90    | 1.       | 4.       | 22,53       | 1.          | 3.          | 22,57    | 2.       | 6.       | 22,09   |          |
| Janet Burke                                                                         | 200 m           | 23,75    | 5.       | 18.      | 23,56       | 6.          | 19.         | kiesett  | kiesett  | kiesett  | kiesett | kiesett  |
| Cathy Rattray-Williams                                                              | 400 m           | 52,78    | 4.       | 13.      |             |             |             | 53,23    | 6.       | 14.      | kiesett | kiesett  |
| Ilrey Oliver                                                                        | 400 m           | 52,19    | 3.       | 5.       |             |             |             | 52,14    | 7.       | 10.      | kiesett | kiesett  |
| Cynthia Green                                                                       | 400 m           | 53,61    | 5.       | 19.      |             |             |             | kiesett  | kiesett  | kiesett  | kiesett | kiesett  |
| Sophia Hunter                                                                       | 100 m gát       | 13,44    | 4.       | 10.      |             |             |             | 13,84    | 8.       | 16.      | kiesett | kiesett  |
| Sandra Farmer-Patrick                                                               | 400 m gát       | 57,06    | 3.       | 8.       |             |             |             | 56,05    | 4.       | 6.       | 57,15   | 8.       |
| Overill Dwyer-Brown                                                                 | 400 m gát       | 58,42    | 5.       | 17.      |             |             |             | kiesett  | kiesett  | kiesett  | kiesett | kiesett  |
| Juliet Cuthbert Grace Jackson-Small Veronica Findlay Merlene Ottey-Page Janet Burke | 4 × 100 m váltó | 43,05    | 1.       | 2.       |             |             |             |          |          |          | 53,54   | 8.       |
| Ilrey Oliver Cynthia Green Cathy Rattray-Williams Grace Jackson-Small Andrea Thomas | 4 × 400 m váltó | 3:26,56  | 2.       | 2.       |             |             |             |          |          |          | 3:27,51 | 5.       |

| Versenyző     | Versenyszám   | Selejtező | Selejtező | Döntő    | Döntő    |
| Versenyző     | Versenyszám   | Eredmény  | Helyezés  | Eredmény | Helyezés |
| ------------- | ------------- | --------- | --------- | -------- | -------- |
| Dorothy Scott | Távolugrás    | 647 cm    | 8.        | 640 cm   | 10.      |
| Marlene Lewis | Diszkoszvetés | 49,00 m   | 15.       | kiesett  | kiesett  |

* - egy másik versenyzővel azonos eredményt ért el

** - két másik versenyzővel azonos eredményt ért el

## Kerékpározás

### Országúti kerékpározás
Férfi
| Versenyző       | Versenyszám   | Idő              | Helyezés      |
| --------------- | ------------- | ---------------- | ------------- |
| Arthur Tenn     | Mezőnyverseny | 5:22:17 (+22:20) | 53.           |
| Lorenzo Murdock | Mezőnyverseny | nem ért célba    | nem ért célba |

### Pálya-kerékpározás
Sprintverseny
| Versenyző   | Versenyszám  | 1. forduló                                           | 1. forduló | Vigaszág                                                | Vigaszág | Döntő                                                                                | Döntő | 2. forduló           | 2. forduló | Vigaszág             | Vigaszág | Nyolcaddöntő           | Nyolcaddöntő | Vigaszág               | Vigaszág | Döntő                | Döntő   | Negyeddöntő          | 5–8. helyért           | 5–8. helyért | Elődöntő             | Döntő                | Helyezés |
| Versenyző   | Versenyszám  | Ellenfelek Győztes idő                               | Hely       | Ellenfelek Győztes idő                                  | Hely     | Ellenfelek Győztes idő                                                               | Hely  | Ellenfél Győztes idő | Hely       | Ellenfél Győztes idő | Hely     | Ellenfelek Győztes idő | Hely         | Ellenfelek Győztes idő | Hely     | Ellenfél Győztes idő | Hely    | Ellenfél Győztes idő | Ellenfelek Győztes idő | Hely         | Ellenfél Győztes idő | Ellenfél Győztes idő | Helyezés |
| ----------- | ------------ | ---------------------------------------------------- | ---------- | ------------------------------------------------------- | -------- | ------------------------------------------------------------------------------------ | ----- | -------------------- | ---------- | -------------------- | -------- | ---------------------- | ------------ | ---------------------- | -------- | -------------------- | ------- | -------------------- | ---------------------- | ------------ | -------------------- | -------------------- | -------- |
| Ian Stanley | Férfi egyéni | Gerhard Scheller (FRG) · Ernest Moodie (CAY) · 11,29 | 2.         | José Antonio Urquijo (CHI) · Charles Pile (BAR) · 11,64 | 2.       | Li Fu-hsziang (Lee Fu-Hsiang) (TPE) · Hugo Daya (COL) · Rodolfo Guaves (PHI) · 11,90 | 4.    | kiesett              | kiesett    | kiesett              | kiesett  | kiesett                | kiesett      | kiesett                | kiesett  | kiesett              | kiesett | kiesett              | kiesett                | kiesett      | kiesett              | kiesett              | kiesett  |

Időfutam
| Név          | Versenyszám  | Idő     | Helyezés |
| ------------ | ------------ | ------- | -------- |
| David Weller | Férfi egyéni | 1:07,24 | 6.       |

Pontverseny
| Név            | Versenyszám | Selejtező     | Selejtező     | Selejtező     | Döntő   | Döntő      | Döntő    |
| Név            | Versenyszám | Pont          | Körhátrány    | Hely.         | Pont    | Körhátrány | Helyezés |
| -------------- | ----------- | ------------- | ------------- | ------------- | ------- | ---------- | -------- |
| Peter Aldridge | Férfi       | 1             | –2            | 17.           | kiesett | kiesett    | kiesett  |
| Ian Stanley    | Férfi       | nem ért célba | nem ért célba | nem ért célba | kiesett | kiesett    | kiesett  |

## Ökölvívás
RSC – a mérkőzésvezető megállította a mérkőzést
| Versenyző     | Versenyszám  | Selejtező                     | 32-es főtábla                | Nyolcaddöntő                  | Negyeddöntő            | Elődöntő          | Döntő             | Helyezés |
| Versenyző     | Versenyszám  | Ellenfél Eredmény             | Ellenfél Eredmény            | Ellenfél Eredmény             | Ellenfél Eredmény      | Ellenfél Eredmény | Ellenfél Eredmény | Helyezés |
| ------------- | ------------ | ----------------------------- | ---------------------------- | ----------------------------- | ---------------------- | ----------------- | ----------------- | -------- |
| Anthony Rose  | Kisváltósúly | William Galiwango (UGA) · 0:5 | kiesett                      | kiesett                       | kiesett                | kiesett           | kiesett           | 33.      |
| Dwight Frazer | Váltósúly    | erőnyerő                      | Francisco Lisboa (INA) · 5:0 | Kitenge Kitengewa (COD) · 3:2 | Joni Nyman (FIN) · 0:5 | kiesett           | kiesett           | 5.       |
| Alex Stewart  | Nehézsúly    |                               | Virgilio Frias (DOM) · KO    | Håkan Brock (SWE) · 0:5       | kiesett                | kiesett           | kiesett           | 9.       |

## Súlyemelés
| Versenyző    | Versenyszám | Szakítás | Szakítás | Lökés    | Lökés    | Összesen | Helyezés |
| Versenyző    | Versenyszám | Eredmény | Helyezés | Eredmény | Helyezés | Összesen | Helyezés |
| ------------ | ----------- | -------- | -------- | -------- | -------- | -------- | -------- |
| Calvin Stamp | 110 kg      | 140,0    | 12.      | 180,0    | 10.      | 320,0    | 9.       |

## Úszás
Férfi
| Versenyző                                                | Versenyszám            | Előfutam | Előfutam | Előfutam | Döntő   | Döntő   | Döntő   | Helyezés |
| Versenyző                                                | Versenyszám            | Idő      | Hely.    | Össz.    | Típus   | Idő     | Hely.   | Helyezés |
| -------------------------------------------------------- | ---------------------- | -------- | -------- | -------- | ------- | ------- | ------- | -------- |
| Allan Marsh                                              | 100 m hát              | 1:00,04  | 4.       | 27.      | kiesett | kiesett | kiesett | kiesett  |
| Allan Marsh                                              | 200 m hát              | 2:11,57  | 6.       | 27.      | kiesett | kiesett | kiesett | kiesett  |
| Allan Marsh                                              | 100 m pillangó         | 57,69    | 5.       | 34.      | kiesett | kiesett | kiesett | kiesett  |
| Deryck Marks                                             | 100 m pillangó         | 1:00,57  | 6.       | 42.      | kiesett | kiesett | kiesett | kiesett  |
| Deryck Marks                                             | 100 m gyors            | 54,63    | 6.       | 45.*     | kiesett | kiesett | kiesett | kiesett  |
| Gordon Scarlett                                          | 100 m gyors            | 55,34    | 6.       | 52.      | kiesett | kiesett | kiesett | kiesett  |
| Andrew Phillips                                          | 200 m vegyes           | 2:06,43  | 2.       | 8.       | A       | 2:05,60 | 6.      | 6.       |
| Andrew Phillips                                          | 400 m vegyes           | 4:29,43  | 5.       | 11.      | B       | 4:27,98 | 2.      | 10.      |
| Andrew Phillips Deryck Marks Allan Marsh Gordon Scarlett | 4 × 100 m gyorsváltó   | 3:34,87  | 6.       | 18.      | kiesett | kiesett | kiesett | kiesett  |
| Allan Marsh Andrew Phillips Deryck Marks Gordon Scarlett | 4 × 100 m vegyes váltó | 4:05,35  | 7.       | 17.      | kiesett | kiesett | kiesett | kiesett  |

* - egy másik versenyzővel azonos eredményt ért el